# Хьюстон, Дональд
Дональд Дэвид Хьюстон — валлийский актёр.

## Ранняя жизнь
Родился в деревне Клайдеч-Вейл, в Гламоргане, одном из исторических регоинов Уэльса. Отец Дональда, Александр Хьюстон, был футболистом родом из Шотландии, а мать Элси Джонс занималась трудоустройством студентов. Его младший брат, Глин Хьюстон (1925-2019), также был актёром.
После учёбы в школе Хьюстон работал на угольных шахтах в Уэльсе. В 1940 году впервые выступил на местной театральной сцене. Во время Второй мировой войны служил в Британских Королевских ВВС.

## Актёрская карьера
В 1949 году вместе с Джин Симмонс снялся в довольно успешном фильме «Голубая лагуна».
В 1973 ему досталась главная роль в недолго-просуществовавшем телесериале «Лунная база 3».

## Смерть
13 октября 1991 года, Дональд Хьюстон умер в Португалии в возрасте 67 лет.

## Избранная фильмография
| Год  |   | Русское название        | Оригинальное название | Роль                           |
| ---- | - | ----------------------- | --------------------- | ------------------------------ |
| 1949 | ф | Голубая лагуна          | The Blue Lagoon       | Майкл Рейнольдс                |
| 1959 | ф | Путь наверх             | Room at the Top       | Чарли Соамс                    |
| 1962 | ф | Триста спартанцев       | The 300 Spartans      | Гидарн Младший                 |
| 1962 | ф | Самый длинный день      | The Longest Day       | пилот Королевских ВВС Британии |
| 1964 | ф | Эскадрилья 633          | 633 Squadron          | капитан Дон Баррет             |
| 1967 | ф | Королева викингов       | The Viking Queen      | Мэлган                         |
| 1968 | ф | Куда не долетают и орлы | Where Eagles Dare     | капитан Олаф Кристиансен       |
| 1973 | с | Лунная база 3           | Moonbase 3            | Дэвид Кольдер                  |
| 1976 | ф | Путешествие проклятых   | Voyage of the Damned  | доктор Глаунер                 |
| 1980 | ф | Морские волки           | The Sea Wolves        | Хиллиард                       |
| 1981 | ф | Битва титанов           | Clash of the Titans   | Акрисий                        |